# TSV 1860 München
TSV 1860 München, "die Löwen", "60er", är en fotbollsklubb i  München, Bayern, Tyskland.
Laget hade sin storhetstid under mitten av 1960-talet. Fram till slutet av 1960-talet var 1860 München storlaget i München, en position som man kom att förlora till FC Bayern München. Efter svåra år under 1980-talet med spel i de lägre divisionerna kom laget tillbaka till Bundesliga i mitten av 1990-talet under tränaren Werner Lorant.

## Historia
Klubben grundades ursprungligen redan 1848 men förbjöds i dåtidens kungliga Bayern för "republikansk verksamhet". 1860 kunde man åter grunda klubben som då fick namnet Turnverein München 1860. 1899 tillkom fotbollssektionen som gjort klubben känd. 

### Tidiga framgångar
1931 nådde man final i de tyska mästerskapen men förlorade mot storlaget Hertha BSC Berlin. 1942 blev man för första gången tyska cupmästare. 

### Storhetstiden
1860:s storhetstid var under 1960-talet då man befäste sin roll som Münchens storklubb. 1963 var man en av klubbarna i den första upplagan av Bundesliga (vilket inte FC Bayern München var) och man tillhörde i mitten av 1960-talet den absoluta toppen med ligaguldet 1966. Då hade man 1964 vunnit DFB-pokal och tagit sig som första tyska lag till final i Cupvinnarcupen 1965 (förlust mot West Ham United). Laget hade några sina största profiler och landslagsmän under den här tiden: skyttekungen Rudi Brunnenmeier var en av dem. En annan stor profil var den jugoslaviske målvakten Petar Radenkovic som är en av Bundesligas största målvaktsprofiler genom tiderna. Laget tränades av Max Merkel.

### Nedgång under 1970- och 1980-talen
1970 åkte 1860 München ur Bundesliga och till 1860-fansens förtret växte Bayern München fram som stadens nya storlag. 1860 München kunde inte komma tillbaka förrän 1978 och då lyckades man inte hänga kvar mer än ett år. En av få profiler var den ex-landslagsspelaren Heinz Flohe (som bland annat deltog i VM 1974 och 1978) som dock inte gjorde sig själv rättvisa på grund av skador. I början av 1980-talet kom nya problem med skulder och 1860 München hamnade i division 3.

### Comeback i Bundesliga
1860 Münchens comeback i de stora sammanhangen hänger starkt ihop med Werner Lorants inträde i klubben. Lorant var en färgstark tränare och hade varit en tuff mittfältsspelaren i Bundesliga 1970-talet. Lorant hade stor framgång då han under perioden 1992-1994 ledde laget från Regionalliga via 2. Bundesliga tillbaka till Bundesliga 1994. 1860 kunde etablera sig i Bundesliga och byggdes snart upp till ett av topplagen i slutet av 1990-talet. Toppnoteringen kom 1999 då man tog en fjärdeplats och fick kvala till Uefa Champions League. I laget spelade världs- och europamästaren Thomas Hässler en bärande roll som play-maker.

### 2. Bundesliga
Efter 2000 gick det sämre för klubben som hamnade i mitten och hade svårt att övertyga alla gånger. 2001 tvingades Werner Lorant att avgå och nya tränare följde där ingen kunde föra tillbaka 1860 till framgång - tvärtom. Man fick dock fram nya landslagsspelare: Daniel Bierofka och Benjamin Lauth fick testa landslagsspel. Säsongen 2003–2004 var turbulent där man det svårt både på och utanför plan. Presidenten Karl-Heinz Wildmoser tvingades avgå. 1860 åkte ur och tvingades nysatsa under nya presidenten Karl Auer.
1860 München satsade för att direkt ta sig tillbaka till Bundesliga. Den förre landslagsspelaren Rudi Bommer blev tränare men lyckades inte alls med laget och sparkades under hösten 2004. Under tränaren Reiner Maurer, som hämtades internt till A-laget, vände den negativa trenden och laget slogs under våren om en plats bland de tre bästa som ger en plats i Bundesliga. 1860 hade värvat flera rutinerade spelare men det var klubben egna ungdomar som gjorde bäst intryck genom friska injektioner. Till slut kom man fyra.
Säsongen 2005–2006 blev en stor besvikelse för 1860. Klubben hade stora ekonomiska problem och på planen stämde det inte heller. Klubben spelade svagt och Reinhard Maurer, tidigare hyllad, fick avgå som tränare och istället kom österrikaren Walter Schachner som ny tränare. Schachner lyckades inte mycket bättre men 1860 klarade sig i alla fall kvar i 2. Bundesliga. De ekonomiska problemen tvingade 1860 att sälja sin andel av Allianz Arena till Bayern München för att överleva som klubb.

## 1860:s hemmaplaner

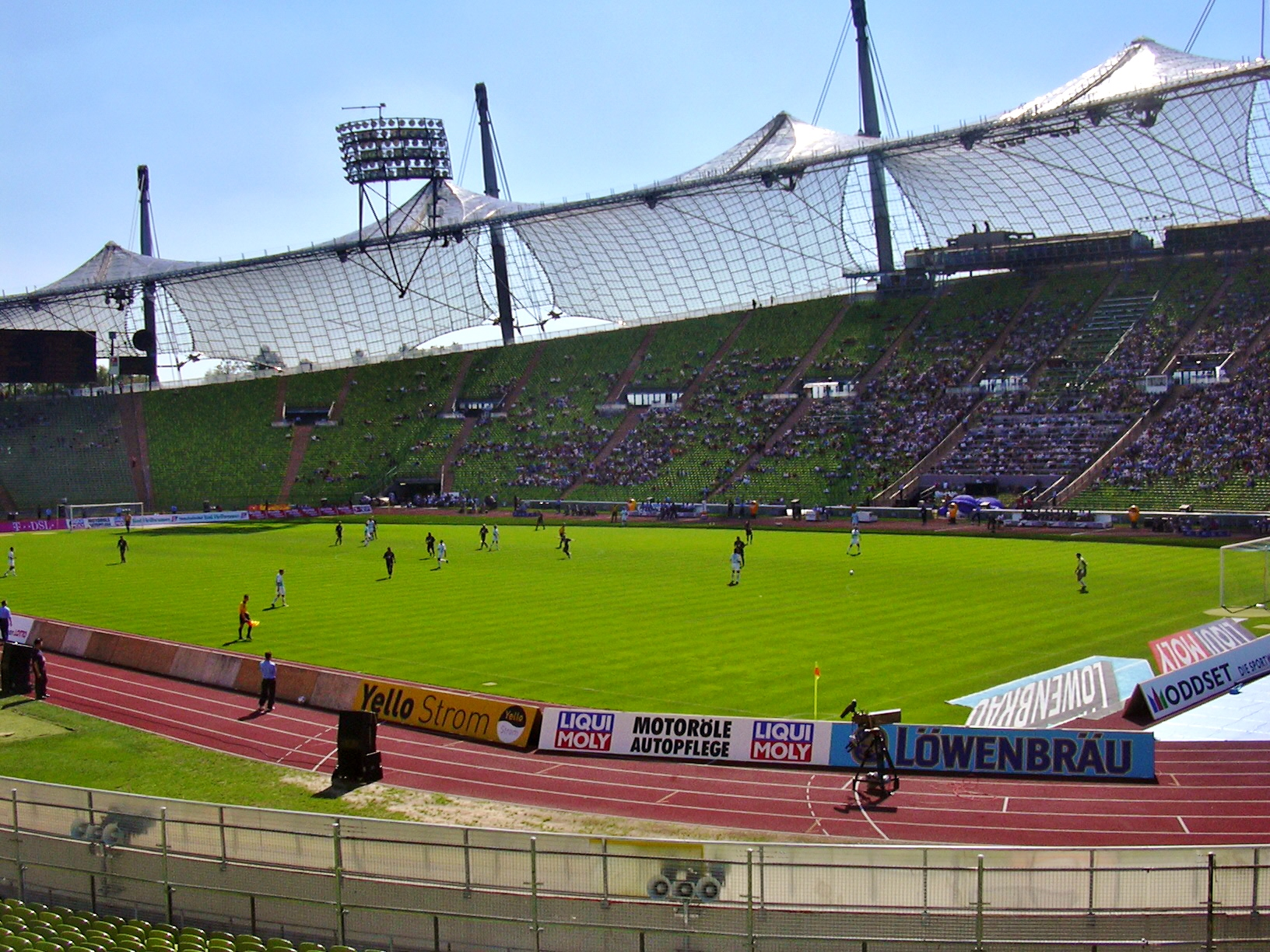
1860 München spelar match på Olympiastadion 2003.

1860 har tre olika arenor: Olympiastadion, Grünwalder Stadion och Allianz Arena. Grünwalder Stadion är 1860:s ursprungliga hemarena och betrakta som klubbens hem sedan invigningen 1926. I början av 1970-talet började man använda den nya Olympiastadion men gick senare tillbaka till Grünwalder Stadion. När man kom tillbaka till Bundesliga på 1990-talet började man spel på Olympiastadion igen. De minskande publiksiffrorna och spel i 2. Bundesliga gjorde att man tog tillbaka Grünwalder Stadion ännu en gång men har Olympiastadion som "back-up" inför större matcher.
Dessa två arenor hindrade inte 1860 under Karl-Heinz Wildmoser att vara med och satsa på en tredje arena - Allianz Arena. Tillsammans med Bayern München gjorde man gemensam sak tillsammans med sponsorer för att skapa en av Europas modernaste arenor. Vid spadtaget var 1860 alltjämt en klubb i Bundesliga som hade stora ambitioner.
I april 2006 sålde 1860 sin andel av ägandet av Allianz Arena till Bayern München för att rädda upp den mycket allvarliga finansiella situationen som de då befann sig i. 1860 fick istället hyra arenan för att få spela i den. Bayern avbröt hyreskontraktet under 2017, i samförstånd med 1860, vilket ledde till att de senare fick flytta tillbaka till Grünwalder Stadion.
- olympiapark-muenchen.de - Olympiastadion
- allianz-arena.de - Allianz Arena
- gruenwalder-stadion.de - Grünwalder Stadion

## Relationen till Bayern München
Fansen har inte så mycket till övers till Bayern München och derbyn mellan klubbarna bjuder på många känslor. 1860:s roll som "lillebror" till en av Europas storklubbar är tydlig även om det finns de som minns fornstora dagar då förhållandena var tvärtom. Under många år spelade 1860 i lägre divisioner och comebacken 1994 skapade nytt liv i fotbollsstaden München som fick tillbaka sina derbyn. På ett annat plan finns det stora samarbeten mellan klubbarna där Allianz Arena är bland de mest kända. Klubbarna gjorde gemensam sak för att få till en ny storarena. Man kan inte heller undvika det faktum att spelare ofta gått mellan klubbarna: Jens Jeremies, Michael Wiesinger, Andreas Görlitz och Daniel Bierofka är några av dem. Det handlar lika ofta om spelare som lämnar 1860 som kommer från Bayern München.

## Klubbfärger och klubbmärke
Fotbollslaget har spelat i både helt ljusblå tröjor och vit-blå-randiga tröjor. Klubbmärket föreställande ett svart lejon på vit botten började användas 1911.

## Kända spelare
- Mathieu Béda
- Lars Bender
- Sven Bender
- Rudi Brunnenmeier
- Thomas Hässler
- Jens Jeremies
- Simon Jentzsch
- Timo Konietzka
- Hans Küppers
- Erik Mykland
- Benjamin Lauth
- Bernd Patzke
- Petar Radenkovic
- Rudi Völler

## Svenska spelare
- Mats Lilienberg (1994-1995)

## Tränare
- Fred Spiksley (1913)
- Max Merkel (1963–1966)
- Hans-Wolfgang Weber (1966–1967)
- Gunter Baumann (1967)
- Albert Sing (1967–1968)
- Hans Pilz (1968–1969)
- Fritz Langner (1969)
- Franz Binder (1969–1970)
- Hans Tilkowski (1970–1972)
- Elek Schwartz (1972–1973)
- Rudi Gutendorf (1973–1974)
- Max Merkel (1974–1975)
- Heinz Lucas (1975–1978)
- Eckhard Krautzun (1978–1979)
- Alfred Baumann (1979)
- Carl-Heinz Rühl (1979–1981)
- Wenzel Halama (1981–1982)
- Willibert Kremer (1982)
- Kurt Schwarzhuber (1982)
- Erich Beer (1983)
- Bernd Patzke (1983–1984)
- Octavian Popescu (1984)
- Erich Beer (1984)
- Wenzel Halama (1984–1986)
- Dieter Kurz (1986)
- Fahrudin Jusufi (1986–1987)
- Thomas Zander (1987)
- Uwe Klimaschewski (1987–1988)
- Willi Bierofka (1988–1990)
- Karsten Wettberg (1990–1992)
- Werner Lorant (1992–2001)
- Peter Pacult (2001–2003)
- Falko Götz (2003–2004)
- Gerald Vanenburg (2004)
- Rudolf Bommer (2004)
- Reiner Maurer (2004–2006)
- Bernhard Trares (2006)
- Walter Schachner (2006–2007)
- Marco Kurz (2007–2009)
- Uwe Wolf (2009)
- Ewald Lienen (2009–2010)
- Reiner Maurer (2010–2012)
- Alexander Schmidt (2012–2013)
- Friedhelm Funkel (2013–2014)
- Markus von Ahlen (2014)
- Ricardo Moniz (2014)
- Markus von Ahlen (2014–2015)
- Torsten Fröhling (2015)
- Benno Möhlmann (2015–2016)
- Daniel Bierofka (2016)
- Kosta Runjaić (2016)
- Daniel Bierofka (2016)
- Vítor Pereira (2017)
- Daniel Bierofka (2017–2019)
- Oliver Beer (2019)
- Michael Köllner (2019–2023)
- Günther Gorenzel (2023)
- Maurizio Jacobacci (2023)
- Frank Schmöller (2023–)